# Station Mirecourt
Station Mirecourt is een spoorwegstation in de Franse gemeente Mirecourt.